# Allium denudatum
Allium denudatum (часник білуватий як Allium albidum цибуля білувата як Allium albidum) — вид трав'янистих рослин родини амарилісові (Amaryllidaceae), поширений у причорноморському регіоні.

## Опис
Багаторічна рослина, 15–30 см. Оцвітина біла (іноді з рожевим відтінком), матова, 4–5 мм довжиною; тичинки майже однакової довжини з оцвітиною або злегка довші. Листки (8–10) сплощені, вузько-лінійні, 2–4 мм шириною.

## Поширення
Поширений у причорноморському регіоні: Болгарія, пд.-сх. Росія, Румунія, Азербайджан, Вірменія, Грузія, Туреччина, Україна.
В Україні вид зростає на кам'янистих місцях і скелях, в передгір'ях — у Криму (околиці Судака) дуже рідко.